# Erval Seco
Erval Seco este un oraș în Rio Grande do Sul (RS), Brazilia.